# Corrida de aventura
Corridas de aventuras ou competições multi esportivas, são competições que envolvem várias modalidades de esportes de aventura em geral são realizadas no ambiente natural e têm como característica uma logística complexa, tanto na organização dos eventos como na formação e preparação das equipes de atletas. Por envolver muitas atividades esportivas, a quantidade de equipamentos utilizada pelos atletas é grande e a maioria é requerida obrigatória mente pela organização da prova.
Não há um formato obrigatório, mas o mais utilizado é com equipes de dois a quatro atletas que precisam percorrer um trajeto marcado em mapas e cartas topográficas que são fornecidos pela organização do evento.

## Modalidades mais comuns nas corridas de aventura
- Trekking, corrida ou  natação
- Mountain Bike, trecho percorrido em bicicleta.
- Canoagem, trechos de rios, mar ou lagos percorridos em canoas, caiaques ou balsas de rafting. Algumas vezes os atletas disputam a modalidade de bóia-cross ou aqua-ride, que é a descida de corredeiras montados em bóias de caminhão amarradas em formato de bote.
- Técnicas Verticais, trecho da prova em que os atletas devem demonstrar domínio de acesso por cordas para vencer algum obstáculo natural como uma montanha ou um precipício, podendo ser escaladas, tirolesas, ascensões ou rapéis.
- Orientação, apesar de todo o percurso ser definido por mapa e bússola, é muito comum haver trechos em que os times recebem um mapa diferenciado e devem montar uma estratégia própria para achar os postos de controle.

Durante toda a corrida, ainda é necessário se utilizar de conhecimentos de orientação e navegação para poder passar pelos postos de controle, os PCs, marcados no mapa, tomando os caminhos mais curtos ou mais rápidos e registrando a passagem da equipe no local definido pela organização em ordem cronológica.
As competições podem ser classificadas de acordo com o tempo e distância total percorrida pelas equipes. As corridas podem ter de 40 a 400 km e durarem de algumas horas a vários dias e em muitas competições é somente a menor parte das equipes inscritas que consegue completar a prova.
No Brasil, a primeira corrida de aventura foi Mata Atlântica, realizada em 1998 pelo empresário Alexandre Rodrigues de Freitas. O circuito durou cinco anos, tendo sido interrompido por um incidente sofrido por Freitas durante uma prova nas Ilhas Fiji. Freitas foi infectado por um parasita que quase o matou.
Atualmente, alguns dos principais circuitos existentes no Brasil são o Haka Race, o Terra de Gigantes e o Adventurecamp. 